# Порицање геноцида над Србима у НДХ
Порицање геноцида над Србима у Независној Држави Хрватској (НДХ), фашистичкој творевини током Другог светског рата предвођеној усташама, представља ревизионистичке и негационистичкке тврдње да у НДХ нису извршени систематски масовни злочини и геноцид над Србима, као и умањивање броја жртава и бруталности тог прогона.
Логор Јасеновац је предмет бројних ревизионистичких тврдњи, укључујући и наводе да је био у питању радни логор, а не логор смрти. Ревизионистичке изјаве и дела су објављивали поједини хрватски новинари и историчари, али и представници власти. Бројне су оцене неспремности хрватске јавности и власти да се адекватно суочи и окарактерише геноцид над Србима. Википедија на хрватском језику такође је привукла пажњу међународних медија због пристрасности и порицања злочина почињених на тлу НДХ.
Након што је Хрватска стекла независност, уништено је око три хиљада споменика посвећених антифашистичкој борби и жртвама фашизма, Спомен-подручју Јасеновац су укинута финансијска средства, а зграда музеја је вандализована, изложбе и документација су уништени, оштећени и опљачкани; док је 2024. године дугогодишњи директор Спомен подручја поднео оставку наводећи да је карактеризација геноцида над Србима спорна у хрватској јавности и власти.

## Историографија и медијски иступи

### СФР Југославија
Геноцид над Србима није погодно истраживан након рата, јер послератна југословенска власт предвођена Комунистичком партијом није подстицала независне истраживаче услед забринутости да би етнички немири проистекли из рата могли да дестабилизују нови режим. Одређене злочине су покушали да прикрију или да замаскирају етничку припадност жртава. Истраживач геноцида Хенри Хутенбах је написао да је „идеологизована и камуфлирана титоистичка југословенска историографија” потиснула геноцид над Србима до нивоа порицања. Све жртве Другог светског рата су називане „Југословенима”, док су сви савезници нацистичког режима називани „фашистима”.

### Савремена Хрватска
Хрватска историчарка Мирјана Касаповић објаснила је да се у најистакнутијим научним истраживањима злочини над Србима, Јеврејима и Ромима у НДХ недвосмислено и једногласно означавају као геноцид. Ипак, она објашњава три главне стратегије историјског ревизионизма у савременој хрватској историографији – тврдње: да је НДХ у то време била обична устаничка држава; да нису почињени масовни злочини, поготово геноцид; да је логор Јасеновац само радни логор. Хрватски уџбеници оправдавали су постојање НДХ емотивним наративом да је „миленијумска нит“ хрватске државности поништена „покушајем великосрпског режима да уништи све знакове хрватске националности“. Такође, уџбеници релативизују терор над Србима тврдећи да је то исход „њихове претходне хегемоније“.
Комисија за утврђивање ратних и послератних жртава Републике Хрватске основана од стране Хрватски сабора која је прикупљала податке од 1992. до 1999. године је пописала 2238 жртава логора Јасеновац. Недуго затим су појединци, као што су Роман Лељак, Младен Ивезић и Стјепан Разум, објављивали тврдње о мање од 2000 жртава. Разум је говорио да је Јасеновац транзитни и радни логор, да не постоје докази о злочинима, као и да су најбројније жртве чинили Хрвати који су били противници усташког режима.
Историчар Хрвоје Класић је навео да је од осамостаљења Хрватске након распада Југославије успостављен нов приступ проучавања и подучавања хрватске историје, који укључује умањивање и порицање усташких злочина. Он објашњава и да је тренд ревизионизма и негационизма варирао по интензитету током наредних двадесет пет година, али да никада није у потпуности заустављен. Један од најзначајнијих научника који су изучавали злочине у НДХ, Рори Јеоманс је 2018. изјавио да је историјски ревизионизам из 90-их имао своја упоришта у академији и мејнстрим политици, као и да данашњи ревизионисти имају за циљ повратак усташког режима у целости, упоређујући га са раздобљем Фрањe Туђманa када је тренд био умањити злочине или рехабилитовати само одређене његове аспекте. Такође је навео да ревизионисти тврде да обележавање усташких злочина представља покушај „оцрњивања имена Хрватске, проглашења Хрвата геноцидним народом и криминализације Домовинског рата“.
У својој рецензији књиге Јосипа Јурчевића „Порекло јасеновачког мита”, немачки историчар Холм Сундхауссен наводи да он „радо и непромишљено“ користи термин „мит“ и покушава изостављањем података показати да је Јасеновац био радни логор и да се геноцид у Независној Држави Хрватској није догодио. Јурчевић је у својим делима такође писао да су жртве концентрационих логора првенствено умирале од лоше хигијене и заразних болести.
Поједини активисти за људска права су објаснили да у Хрватској постоји изобличење перцепције злочина из Другог светског рата, а да је то нарочито било истакнуто 90-их када су предњачили антисрпски наративи. Најупадљивији представник је десничарска организација Друштво за истраживање троструког логора Јасеновац, чији су чланови новинар Игор Вукић и истраживач Јосип Печарић који су познати по објављивању ревизионистичких садржаја. Тезе које промовишу њени чланови су представљане интервјуима у водећим медијима и промоцијама књига. Иницијативи за оснивању организације је претходила књига Владимира Мркоција и Владимира Хорвата „Огољена лаж Јасеновца” из 2008. године.
Вукић је порицао да је неко у Јасеновцу убијен само зато што је православац или Србин. Последња књига „Откривена лаж из Јасеновца“ коју је написао подстакла је Симон Визентал Центар да се обрати хрватским властима и позове их на забрану таквих дела, напомињући да ће „с правом одмах бити забрањени у Немачкој и Аустрији“. На питање да ли се друштво бавило порицањем геноцида, Вукић је одговорио речима: "Када је реч о геноциду, то се често доводи у везу са Србима. Ако је реч о томе, ми то оповргавамо". Менахем Росенсафт, генерални саветник Светског јеврејског конгреса, осудио је колумну Милана Ивкошића у Вечерњем листу која позитивно оцењује Вукићеву књигу, истичући да „постоје стравичне стварности историје које нико не сме да преиспитује, искривљује или негира”.
Хрватски редитељ и продуцент Јаков Седлар је 2016. године објавио документарац Јасеновац – истина који је заступао исте теорије, означавајући логор као „сабирни и радни“. Филм је садржао фалсификоване информације, порицање злочина и говор мржње према политичарима и новинарима. Јула 2021. године су Стипе Пилић и Бланка Матковић, чланови Друштва за истраживање троструког логора Јасеновац, у Глини одржали промоцију ревизионистичке књиге „Јасеновац и послератни јасеновачки логори – геостратешка тачка великосрпске политике и пропагандни покретач њених ширења према Западу”.
Јула 2022. загребачки бискупи на челу са Јосипом Бозанићем, навели су да у Јастребарском и Сиску није био логор за децу у Другом светском рату, већ „прихватилиште” где је логорашима пружана помоћ и лечење.

## Политички ставови и изјаве званичника
И политичари су покушавали умањити размере геноцида почињеног над Србима у Независној Држави Хрватској.
Први председник самосталне Хрватске Фрањо Туђман је 1989. године подржао
хрватски национализам и објавио књигу Хорори рата: Историјска стварност и филозофија, у којој је довео у питање број жртава усташког режима. Он је тврдио да је између 30 и 40 хиљада умрло у Јасеновцу. Разни научници и истраживачи су Туђмана оптужили за „кокетирање са усташким идејама” и умањивањем броја жртава у НДХ.
Ипак, он је у својој књизи навео да се догодио геноцид:
Историјска је чињеница да је усташки режим у НДХ, у спровођењу плана за смањење „непријатељског српског православног народа у хрватским земљама“, починио велики геноцидни злочин над Србима, а сразмерно још већи над Ромима и Јеврејима, у спровођењу нацистичке расне политике.
Године 2006. се у јавности појавио видео снимак на којем се види како хрватски председник Стјепан Месић држи говор у Аустралији почетком 90-их, у којем је рекао да су Хрвати „извојевали велику победу 10. априла“ (датум формирања НДХ 1941.) и да Хрватска не треба никоме да се извини за Јасеновац. Касније се Месић извинио због своје непристојне изјаве и изјавио да несумњиво сматра антифашизам основом савремене Хрватске, да је уважавао југословенске партизане и сматрао потребним да „поново утврди антифашизам као људску и цивилизацијску обавезу у функцији неизбежног услова за изградњу демократске Хрватске, земље равноправних грађана". Наредне године објављена су два нова видео записа Месића из 1992. године у којима је изјавио да је Јасеновац радни логор, да га Јосип Броз Тито није посетио јер је знао да су подаци лажирани са циљем добијања већег обештећења, а и похвалио усташког министра Андрију Артуковића.
Дана 17. априла 2011, на комеморацији у Јасеновцу, тадашњи хрватски председник Иво Јосиповић упозорио је да је било „покушаја значајног смањења броја жртава Јасеновца“ додајући „овде суочен са поражавајућом истином да су одређени припадници хрватског народа способни за извршење најсуровијих злочина“.

Хрватски историчар и политичар Златко Хасанбеговић, који је раније био министар културе у земљи 2016. године, оптужен је за умањивање злочина усташа и покушај да у свом раду оживи њихове злочиначке замисли. Он је 1996. године написао најмање два чланка у часопису „Независна Држава Хрватска“, који уређује Хрватски ослободилачки покрет (ХОП), у којем је величао усташе као јунаке и мученике и порицао злочине почињене од стране усташког режима. Као одговор, Хасанбеговић је порекао да је бранилац режима, наводећи да су усташки злочини током Другог светског рата били „највећи морални промашај“ хрватског народа у његовој историји и да су његове речи извучене из контекста због политичке манипулације.
Почевши од 2016. године, антифашистичке групе, представници српских, ромских и јеврејских заједница у Хрватској и бивши највиши хрватски званичници бојкотовали су службену државну комеморацију за жртве логора Јасеновац, зато што су, како наводе, хрватске власти (након повратка ХДЗ-а на власт) одбиле изричито да осуде усташко наслеђе и умањивале су и ревитализирале злочине. У септембру 2019. године, током састанка са Адамом Диенг, специјалним саветником генералног секретара Уједињених нација за спречавање геноцида, Жељко Комшић, хрватски члан Председништвa Босне и Херцеговине, рекао је да се геноцид над Србима, Ромима и Јеврејима почињен од стране НДХ негира јавним и политичким деловањем појединаца у Хрватској.
Председник Хрватске, Зоран Милановић, је 2021. године изјавио да су у логору Јасеновац догодио геноцид, пре свега према јеврејима, а да је геноцид над Србима почињен искључиво над онима из Поткозарја, док су остали Срби убијани као непријатељи због пружања отпора НДХ. Представници Српског народног вијећа су 2024. изразили забринутост „због неспремности представника власти да злочине физичког уништења присилног исељавања и асимилације српског народа именују као злочин елиминације, као што је то случају јеврејског и ромског народа”.
Андреј Пленковић, председник владе Хрватске, је јуна 2024. године критиковао усвајање резолуције од стране Скупштине Црне Горе којим се проглашава Дан сећања на геноцид у Јасеновцу, наводећи да она није добросуседска и да показује дубоке поделе у црногорском друштву. Ранко Кривокапић, бивши министар спољних послова Црне Горе и председник скупштине, је изјавио да је резолуција понижавајућа за Црну Гору и регион, оценивши да су они који су је усвојили „део квислиншког наслеђа у Црној Гори и четничког покрета“. Министарство спољних послова Хрватске је изразило жаљење због усвајања резолуције, наводећи да је Црна Гора злоупотребила жртве Јасеновца зарад краткорочних политичких циљева, између осталог са циљем да би се „обезвредила и релативизовала УН-ова резолуција о геноциду у Сребреници”, те да тај чин не може сматрати добронамерним и добросуседским. Јадранка Косор, бивша председница владе Хрватске, је коментаришући резолуцију позвала да се амбасадор Хрватске у Црној Гори врати у Загреб и навела да би неке земље требало блокирати на путу ка чланству у Европској унији.
Писац Ивица Ђикић је оценио да је усвојена резолуција показатељ лојалности Црне Горе политичком Београду, али да је реакције хрватске власти „претерано нервозна и драматична”, и да се иза ње скрива пракса државно спонзорисаног порицања геноцида и невољности нације да се озбиљно „ухвати у коштац с јасеновачким комплексом”. Историчар Рори Јеоманс је прокоментарисао „да није здраво да се неке жртве геноцида и масовних убистава обележавају у име помирења и добросуседских односа, док се одавање почасти другима сматра запаљивим и провокативним етнонационализмом.”

## Википедија на хрватском језику 
Википедија на хрватском језику је 2013. године привукла пажњу међународне јавности због пристрасности фашизму, исказа мржње према Србима, историјског ревизионизма, као и порицања геноцида почињеног од стране усташког режима. Википедијски чланак о логору Јасеновац је назвао логор искључиво сабирним и радним, умањивао је злочине и број жртава, а такође се ослањало на десничарске медије и приватне блогове као референце. Године 2021, направљене су бројне промене како би се уклонио административни приступ групи уредника који су сматрани одговорним, од којих су нека имена објављена у хрватским медијима и били су повезани са познатим крајњим десничарским групама.

## Меморијал и споменици 
Након што је Хрватска стекла независност, уништено је око 3000 споменика посвећених антифашистичкој борби и жртвама фашизма. Према тврдњама хрватских удружења ветерана из Другог светског рата, та разарања нису била спонтана, већ планирана активност коју су спроводили владајућа странка државе и католичка црква. Статус Спомен-подручја Јасеновац је спуштен на природни парк, а парламент је укинуо финансијска средства. У септембру 1991. године, Оружане снаге Републике Хрватске су упале у спомен-подручје и тешко оштетиле зграду музеја, док су изложбе и документација уништени, оштећени и опљачкани. СР Југославија је слала званично протестно писмо Уједињеним нацијама и Унеску, упозоравајући на разрушење меморијалног комплекса. Мисије Европске заједнице су посетиле комплекс и потврдиле оштећења.
Када је 2006. године отворена нова изложба у Спомен подручју, руководство је одлучило да не наводи етнорелигијски идентитет жртава, користећи образложење да су српски националисти злоупотребили сећање на злочине како би потакнули мржњу према Хрватима као народу и легитимизовали ратне злочине над хрватским грађанима током ратова 90-их. Маја 2024. године, Иво Пејаковић је пре истека другог мандата поднео оставку на место директора Спомен подручја, незадовољан чињеницом да његова управа, али и хрватска власт, већ дуже време раде на томе да институционално онемогуће карактеризирање злочина над Србима у другом светском рату као геноцида. Навео је да су читаве расправе и супротности у размишљањима о овој теми довеле такве одлуке. Представници Српског народног вијећа су позвали највише представнике свих грана хрватских власти да омогуће несметан наставак рада постојећој управи Спомен подручја, као и да отклоне разлоге због којих је директор поднео оставку и због којих као представници народа жртава „осећају озбиљну повреду права на достојанствено сећање на све сународнике који су били жртве геноцидне политике НДХ”.